# Andriej Malenkin
Andriej Siergiejewicz Malenkin (ros. Андрей Сергеевич Маленкин, ur. 1906 we wsi Iłowica w obwodzie briańskim, zm. 1990 w Kijowie) – radziecki polityk, członek KC KP(b)U/KPU (1952–1976), I sekretarz Komitetu Obwodowego KP(b)U/KPU w Mikołajowie (1950–1961).

## Życiorys
Ukończył Dniepropietrowski Instytut Inżynierów Transportu Kolejowego, później wykładowca, kierownik katedry i dziekan w tym instytucie, od 1928 w WKP(b). Od 1940 sekretarz rejonowego komitetu KP(b)U w Dniepropetrowsku, od 1942 sekretarz Komitetu Obwodowego Komunistycznej Partii (bolszewików) Kazachstanu w Aktiubińsku ds. przemysłu, w latach 1944–1946 sekretarz Komitetu Miejskiego KP(b)U w Dniepropetrowsku ds. kadr, 1946–1949 sekretarz Komitetu Miejskiego KP(b)U w Odessie ds. kadr, 1949–1950 sekretarz Odeskiego Komitetu Obwodowego KP(b)U. Od sierpnia 1950 do 1961 I sekretarz Komitetu Obwodowego KP(b)U/KPU w Mikołajowie, od 27 września 1952 do 10 lutego 1976 członek KC KP(b)U, w latach 1961–1963 przewodniczący Komisji Kontroli Państwowej Rady Ministrów Ukraińskiej SRR, 1963–1966 I zastępca przewodniczącego Komitetu Kontroli Partyjno-Państwowej KC KPU i Rady Ministrów Ukraińskiej SRR, w latach 1966–1973 przewodniczący Komitetu Kontroli Ludowej Rady Ministrów Ukraińskiej SRR, następnie na emeryturze. Odznaczony dwoma Orderami Lenina i wieloma innymi orderami.